# Luciano Millares
Luciano Oscar Millares (Lincoln, Buenos Aires, Argentina; 17 de diciembre de 1983) es un futbolista argentino. Juega de delantero y su equipo actual es Viamonte F.C, que disputa la Liga Toldense de fútbol. Tras sus buenos desempeños en el Torneo Argentino B, fue observado por clubes como Arsenal de Sarandí. Es uno de los máximos ídolos de El Linqueño.

## Clubes
| Club                        | País      | Año           |
| --------------------------- | --------- | ------------- |
| El Linqueño                 | Argentina | 2004-2012     |
| Defensores de Belgrano (VR) | Argentina | 2012          |
| El Linqueño                 | Argentina | 2013          |
| Argentina 78                | Argentina | 2013          |
| Tres Algarrobos             | Argentina | 2013- 2014    |
| Villa Belgrano de Junín     | Argentina | 2014          |
| El Linqueño                 | Argentina | 2014- 2015    |
| Viamonte                    | Argentina | 2016-presente |

## Palmarés

### Disitinciones individuales
| Distinción                              | Año     |
| --------------------------------------- | ------- |
| Goleador del Torneo Argentino B.        | 2007-08 |
| Goleador de la Liga Casarense de fútbol | 2013    |